# Барабанщиков (Ростовская область)
Барабанщиков — исчезнувший хутор в Дубовском районе Ростовской области. Входил в состав Первого Донского округа Области войска Донского.

## География
Хутор располагался на правом берегу реки Сал чуть выше устья реки Ерик

## История
Основан в 1781 году как владельческий посёлок Барабанщиков при реке Сал. Посёлок первоначально принадлежал майору Екиму Барабанщикову, который завёз 15 семей, в середине XIX века здесь проживало 52  крестьянина. Его сын Фёдор — командир полка своего имени, участник Закубанских походов, брал Анапу, участник «Индийского похода», за бои в Молдавии был награждён Золотой саблей, золотыми часами, четырьмя орденами. По переписи 1897 года в хуторе проживало 812 человек, действовала начальная школа.
Некоторое время хутор являлся центром Барабанщиковского сельсовета (в 1968 году центром сельсовета — стал хутор Щеглов).
Хутор упразднён в 1987 году.